# 恩利尔尼拉里
恩利尔尼拉里（英語：Enlil-nirari）（？—前1319年），中亚述时期的亚述国王（公元前1330年—公元前1319年在位）他在位时期对亚述古城的城墙进行维修，同时他对外进行战争，并取得胜利。
| 前任： 阿淑尔乌巴里特一世 | 亚述国王 前1330年－前1319年 | 繼任： 阿里克-登-伊利 |